# Francisque Tapon-Fougas
Francisque Tapon-Fougas, né Claude-François Tapon le 8 juillet 1810 à Thiers (Puy-de-Dôme) et mort le 15 décembre 1893 à Roanne, est un poète, auteur dramatique et pamphlétaire français.
Il composa des dizaines de milliers de vers et une quinzaine de pièces de théâtre qui ne furent jamais représentées.
Redécouvert au XXe siècle, il se vit attribuer par Raymond Queneau et André Blavier une place au panthéon des fous littéraires.

## Éléments biographiques

### Le comptable
Il dit dans son autobiographie avoir adjoint au nom de son père celui de Fougas en hommage à son oncle, condisciple d'Alphonse de Lamartine au collège de Belley et secrétaire du comte de Polignac. Tapon-Fougas se décrit lui-même ainsi :

« J'ai l'œil cave et ardent, le visage laid, jauni et contracté par les veilles et les soubresauts de la pensée qui me tord et me travaille sans cesse, en semant la boîte osseuse de mon crâne de bosses âpres et tourmentées plutôt que plastiques. »

Il écrit son premier drame en cinq actes et en vers alors qu'il vient d'entrer à l'âge de dix-huit ans comme comptable chez des banquiers parisiens. Limogé lors de la Révolution de 1830, il succède à Alphonse Karr dans un emploi de pion au pensionnat Rivaud et écrit son second drame en cinq actes et en vers. En 1832, il renoue avec la comptabilité et devient successivement caissier des recettes générales de Saint-Étienne et de Toulouse, comptable à la Compagnie générale d'assurances contre l'incendie, inspecteur général de la Caisse des familles. Pendant tout ce temps, il écrit, mais ne commence à publier qu'en 1856.

### La victime de Victor Hugo
Il habite alors à Liège en Belgique. Ses premiers drames ne sont ni joués ni lus. Se disant forcé à réagir « pour se défendre », il fait paraître une feuille hebdomadaire intitulée Les Taons vengeurs où il s'en prend à toute une série de personnalités qui font obstacle à sa gloire. Ses principales bêtes noires ont pour nom Adolphe Thiers, Louis Veuillot, Alexandre Dumas, Jules Janin, Victor Hugo. Pour leur damer le pion, il les noircit de plus belle dans de longs poèmes qu'il publie à part. Ainsi, croyant s'être reconnu dans le personnage du père Thénardier, il compose Les Antimisérables pour enfoncer Victor Hugo. Lorsque paraissent Les Désespérés en 1864, Gustave Vapereau écrit ironiquement :

« [On y voit comment] un grand poète et un illustre critique ont fait, chacun de leur côté, un horrible complot pour étouffer la gloire d'un écrivain. Mais celui-ci ne se laisse pas égorger en silence, et sa muse indignée dénonce l'Hugolatrie et la Janinocratie comme les deux fléaux du siècle ; ce sont eux qui ont empêché les onze drames de l'auteur d'être représentés, ou de se vendre et d'opérer la régénération complète du théâtre. »

Les publications se succèdent alors à un rythme rapide : poèmes « satiriques, moraux et rénovateurs » ; comédies et parodies ; drames « réformateurs » dont les sujets sont empruntés à l'histoire des républiques américaine, italienne et suisse ; revues critiques et satiriques. Une note parue dans un de ses Taons vengeurs, où il avoue que les abonnés « ne sont pas encore très nombreux » mais constate qu'« il y en a déjà un », laisse à penser que son lectorat ne s'est pas beaucoup étendu. Aussi, en 1868, saisissant une nouvelle occasion de faire parler de lui, ou pris soudain d'une nouvelle marotte, il se présente une première fois aux élections régionales comme « Le véritable Lamartine de l'Auvergne ».

### L'éternel candidat
À partir de 1871, à l'instar de Paulin Gagne, lui aussi fou littéraire, Tapon-Fougas est candidat à toutes les élections régionales et se présente simultanément dans ses trois départements de prédilection, le Puy-de-Dôme, la Loire et le Rhône. Aux électeurs qui restent obstinément sourds à ses appels, il distribue cette exhortation en prose :

« Que risquez-vous en nommant le poète-moraliste Tapon-Fougas ? — Rien ! Et en ne le nommant pas ? — Beaucoup peut-être. Songez qu'il a écrit quarante volumes de vers et de prose, dont quinze comédies ou drames parfaitement jouables et qui produiront dans toute la France un million de droits d'auteur, que j'abandonne au département assez intelligent pour me nommer. »

et celle-ci en vers :

« On peut, on doit céder le pas au vieux poète
Qui, depuis vingt-six ans, de France est le prophète.
N'aura-t-on pas assez de comtes, d'avocats ?
La Seine nomme Hugo ; Loire nomme Fougas »

Le dernier pamphlet que l'on connaît de Tapon-Fougas paraît en 1882 et s'intitule Conseils d'état à tous les présidents de la République, passés, présents et futurs. La dernière crise ministérielle prévue et annoncée le 8 juillet 1879, avec son remède héroïque. Faisons la guerre aux traîtres entêtés de l'intérieur, afin de n'avoir point à la subir... à l'extérieur. Après cette date, on perd toute trace de lui jusque son décès en 1893.

## Principales publications

### Poésie
- 1860 : Dialogues chez les morts sur la résurrection de l'Italie
- 1862 : Les Antimisérables, petite galerie des Misérables, poème héroï-comique
- 1864 : Les Désespérés, poème héroï-comique, didactique, classique et satirique en dix-huit chants
- 1862 : Junius infernal, ou le Junius des Junius, petites satires politiques, morales et littéraires
- 1866 : Satire contre la guerre, imitée de Salvator Rosa (1656-1659)
- 1877-1880 : La Pétronéide, 800 poèmes satiriques, moraux et rénovateurs

### Théâtre
- 1856 : Lady Pandore, ou l'École des Grecs, comédie en 5 actes et en vers
- 1856 : Une Succession à l'américaine, comédie en 3 actes et en vers, imitée du Volpone de Ben Jonson, par Thalès de Milet
- 1857 : La Princesse Delhi-la, ou des Lilas, petite parodie en 5 actes et en vers burlesques, de Dalila, grand drame en 3 actes et en prose
- 1857 : L'École du journalisme en Amérique, comédie en 3 actes et en vers
- 1857 : Le Sens moral en Amérique, ou l'École des Mandrins, comédie en 3 actes et en vers
- 1857 : Le Jésuite pour rire en loterie, comédie en 1 acte et en vers
- 1857 : La Roulette aux eaux, ou Spa, Hombourg, Aix-les-Bains, comédie en 3 actes et en vers
- 1860 : Jérôme Savonarole, drame historique en 5 actes et 11 tableaux, en prose
- 1863 : Deux comédies nouvelles, par F. Tapon Fougas. L'École des veuves, comédie en 2 actes. L'École des critiques, comédie en 2 actes, d'après Le Critique de Sheridan
- 1867 : L'École des millionnaires, comédie en 5 actes, et en vers, d'après La Fille du millionnaire de M. É. de Girardin
- 1870 : L'Exil de J.-J. Rousseau, comédie en 5 actes et en vers
- Un Palmer au testament, comédie en 5 actes, en vers, et un prologue (s. d.)
- La Washingtonéide (s. d.)

### Revues
- 1856 : Le Liégeois véritable et vrai, ou les Taons vengeurs
- 1857-1861 : Crispin, revue critique et littéraire
- 1861 : La Nouvelle Ménippée, journal-satire en vers, revue littéraire, critique, politique et morale
- 1868 : Le Musca-leo, revue léonine, critique, morale et satirique des œuvres et des hommes